# キダーラ朝

キダーラ朝

キダーラ朝（きだーらちょう、Kidarites）は、5世紀にバクトリアないし西北インドに存在したクシャーナ朝の後継国家。
その存在は中国の歴史書（『魏書』、『北史』）や、プリスクスによる記述、西北インド出土のコインなどの断片的なものでしか知りえることができない。

## 歴史
4世紀半ばにキダーラという者が匈奴（フン族）とともにバクトリアに移住したと推定される。
402年以後、バクトリアにてキダーラがキダーラ王朝を創始する。
440年頃、キダーラはヒンドゥークシュ山脈を越え、ガンダーラ以北の5国を支配下に置く。
エフタルの侵攻に遭い、バクトリアが占領され、キダーラは西へ逃れてカスピ海沿岸に別の亡命政権を建てる。エフタルの侵攻を免れた西北インドの勢力は小月氏国となり、キダーラの子が統治する。
キダーラの死後、子のクグカスがカスピ海沿岸のクシャーナの王となったが、468年頃にはサーサーン朝のペーローズ1世に滅ぼされた。一方のガンダーラを中心とする小月氏国の王となったのはピロおよびバラフラーンであった。
477年～500年の間に西北インドの小月氏国はエフタルによって滅ぼされる。

## キダーラ朝のコイン
貨幣にはキダーラ王朝の後継者と思われるピロ及びバラフラーンの名をもつ24の銀貨がある。これらを含むキダーラ貨幣の様式をマーティンはサーサーン朝のシャープール2世（Shāpūr II、309年 - 379年）の中期の貨幣の模倣であるとし、カニンガムはバハラーム5世（Bahram V、420年 - 438年)、キュリエルはヤズデギルド2世（Yazdegerd II、438年 - 457年)の模倣としている。この様に貨幣の様式論には主観的要素が入り得るので、年代を導き出す積極的資料にはなりにくく、キダーラ又はその後縫者が西北インドを支配したことを証拠立てるにとどまる。榎一雄がこの貨幣の様式はヒンドゥー・クシュ以北におけるサーサーン朝文化の影響を示し、ブラーフミー文字によるインド語の銘文はヒンドゥー・クシュ以南の支配を示している点、『魏書』(『北史』)西域伝の寄多羅の貨幣たるに相慮しいと論じている。

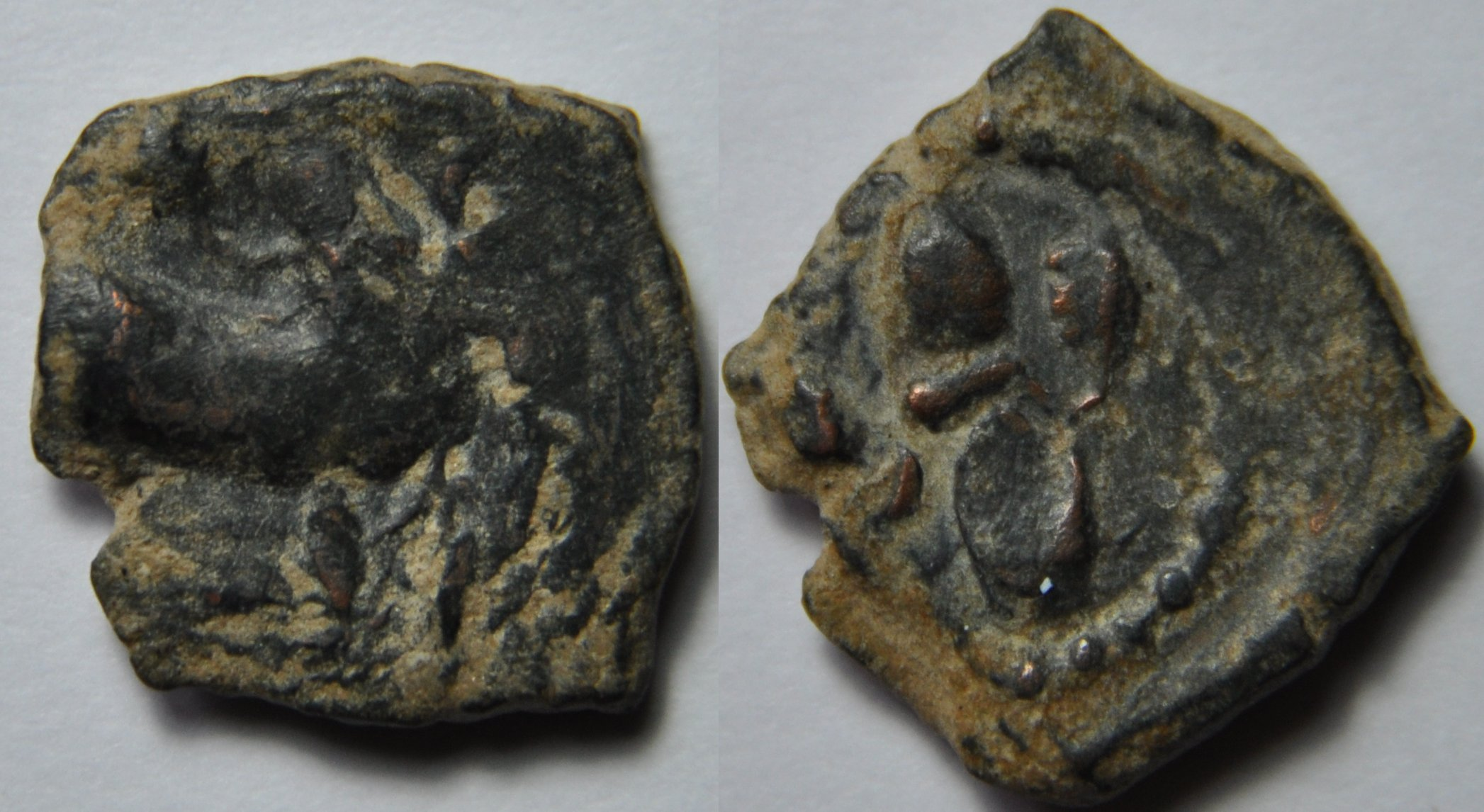
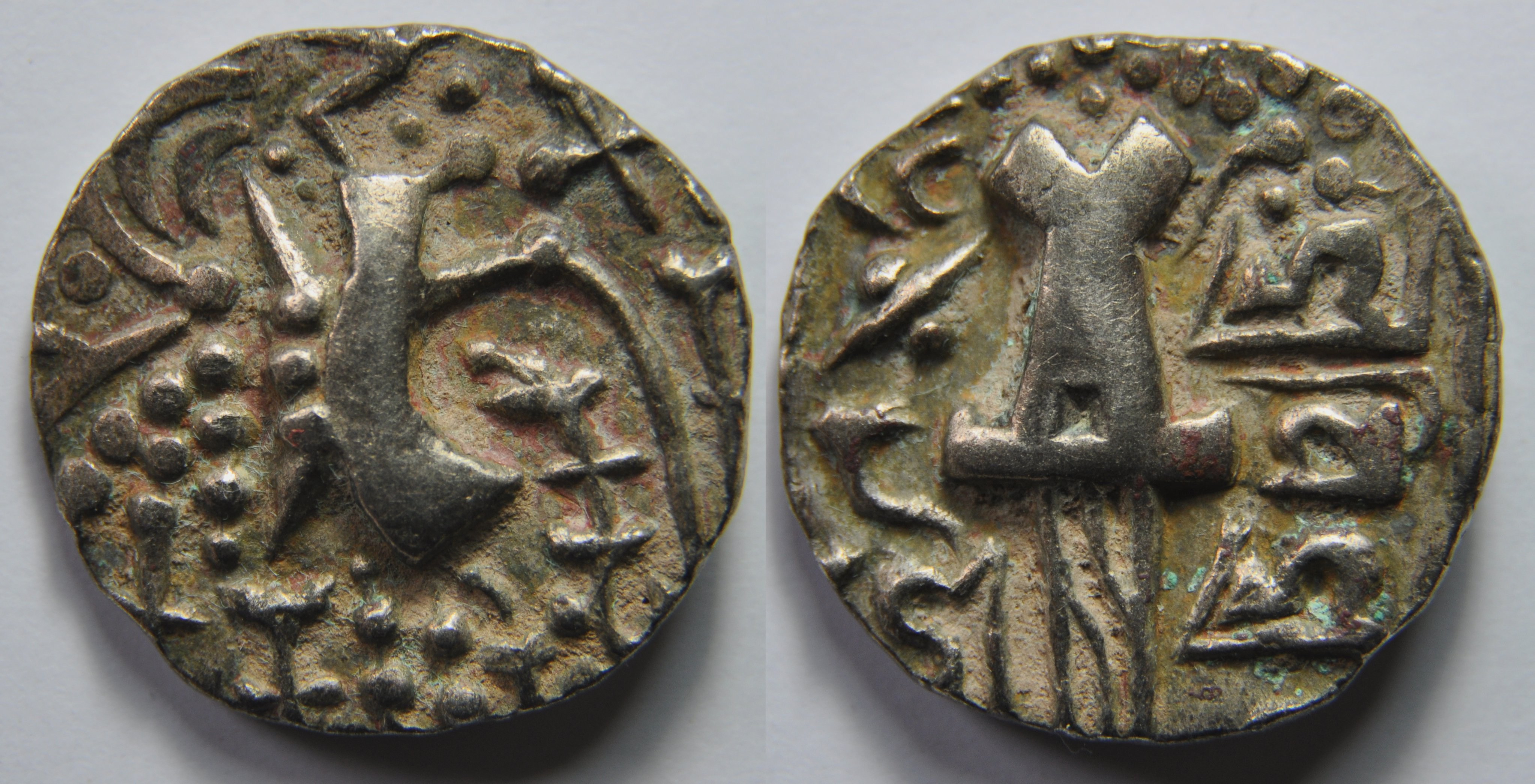
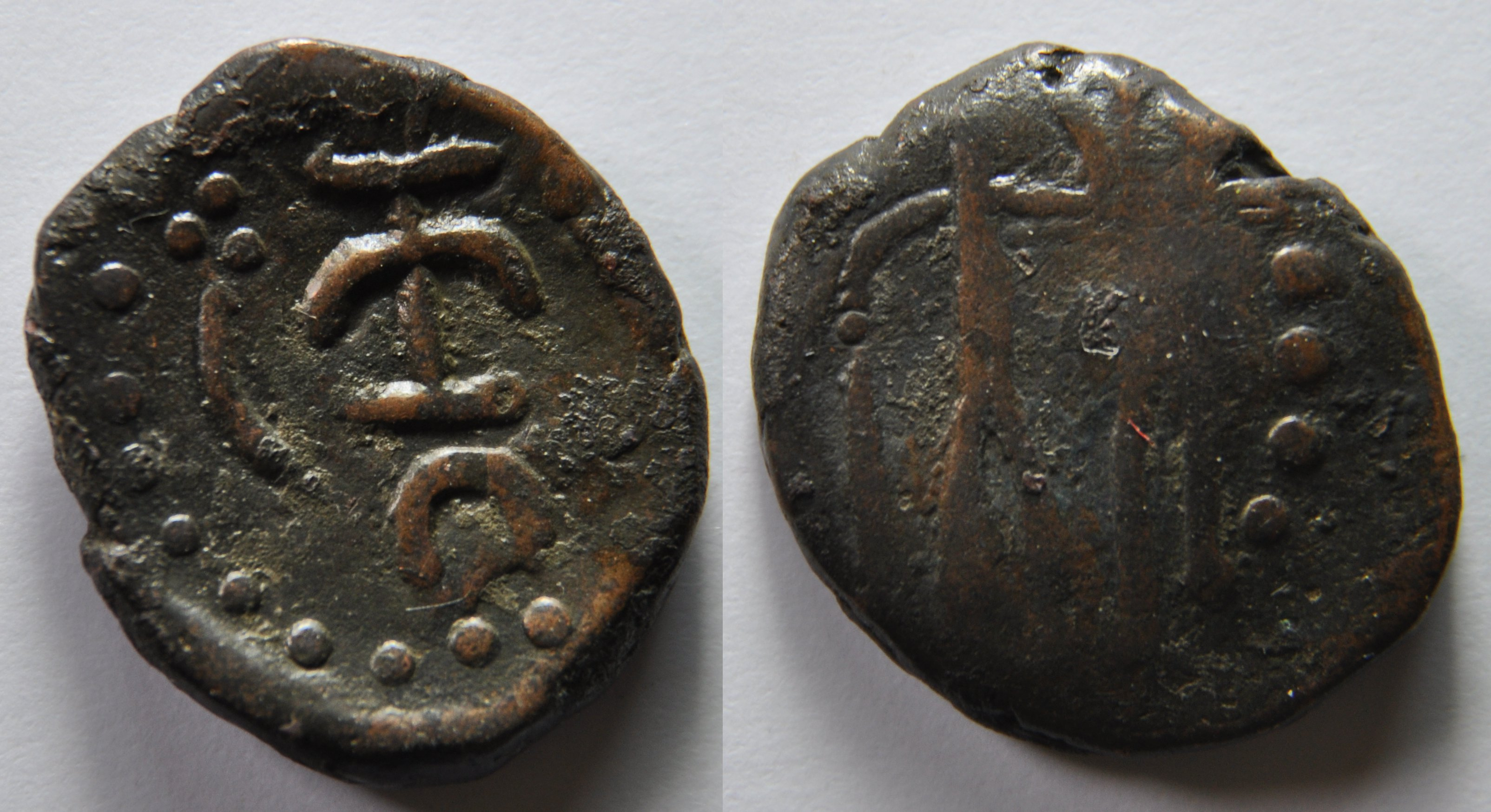
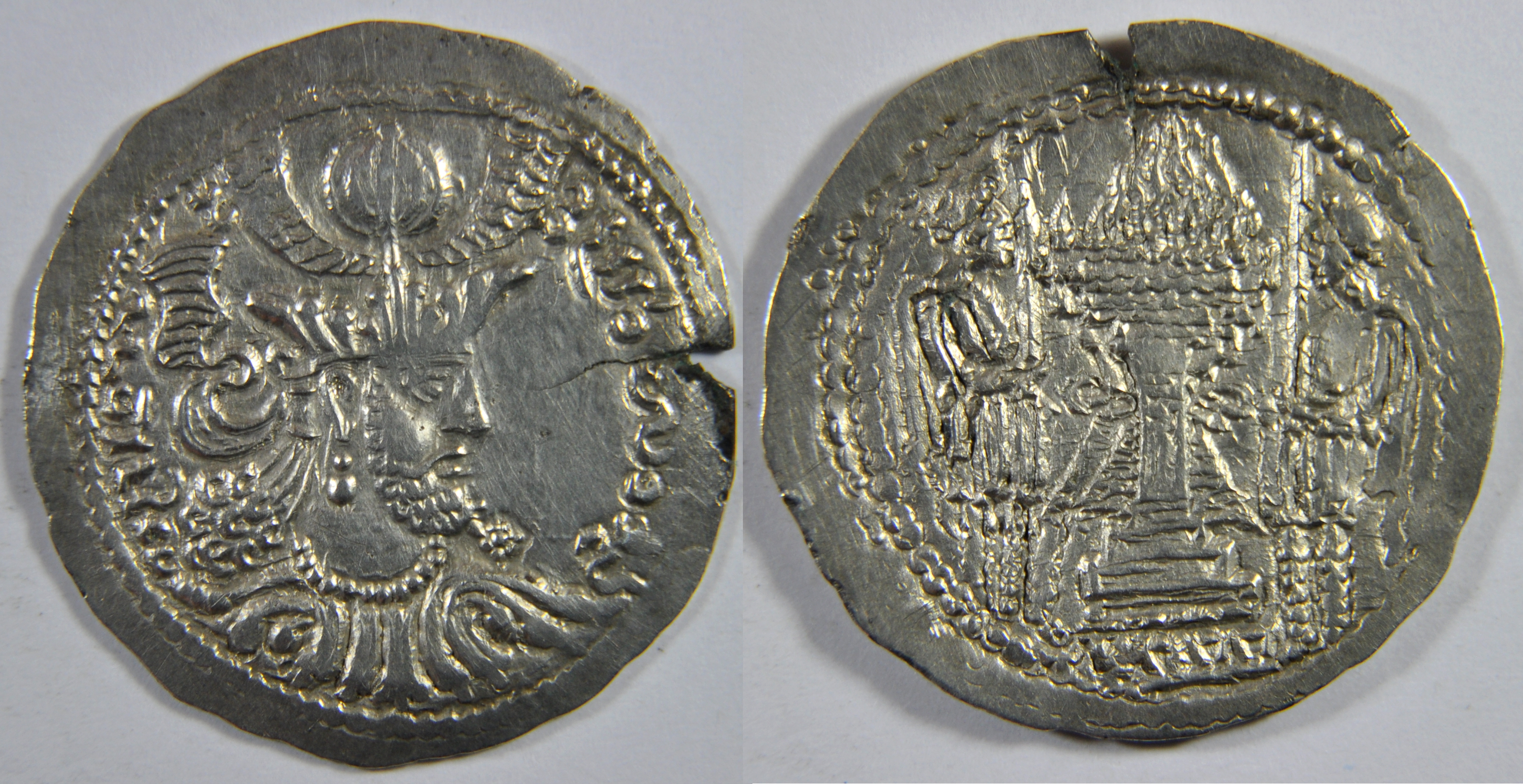
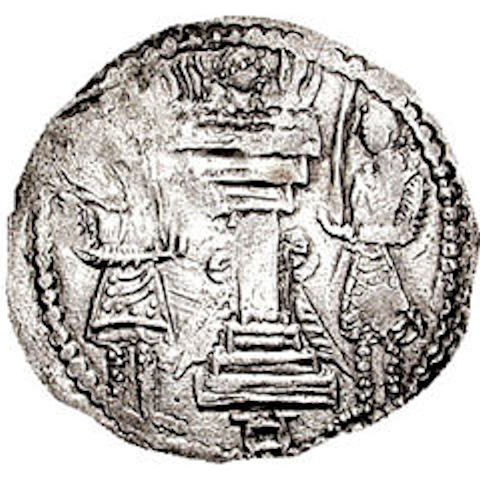
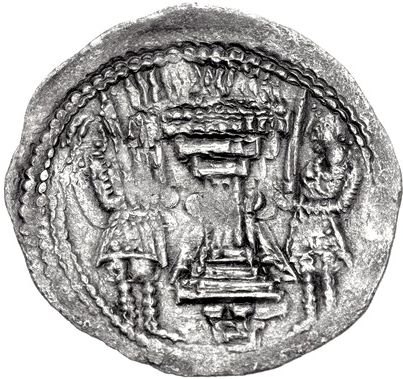
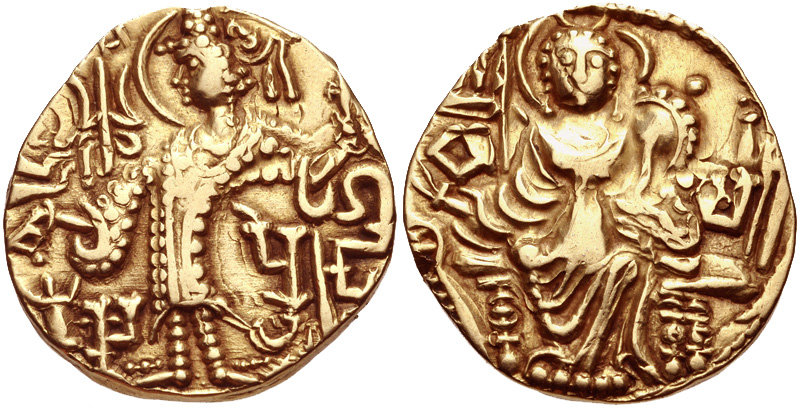
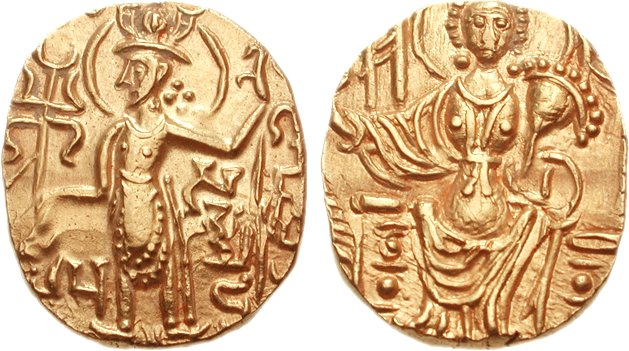
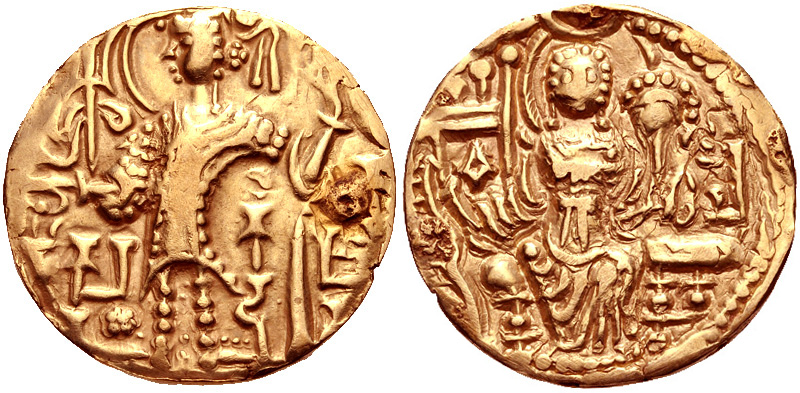
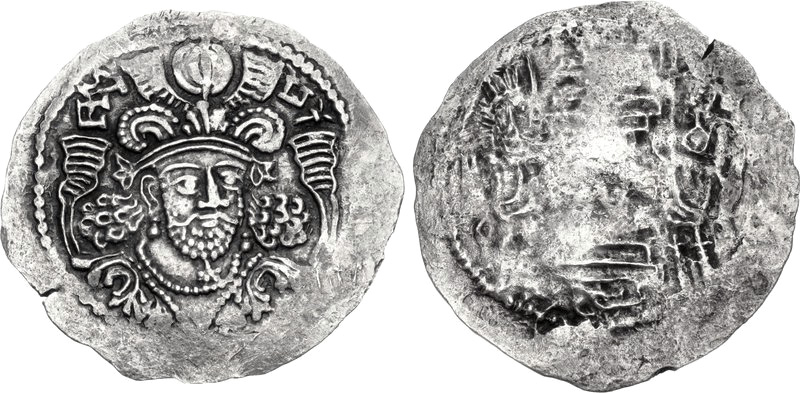
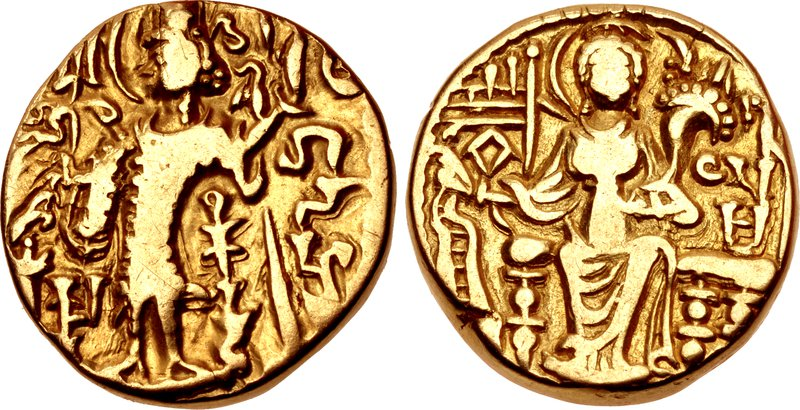
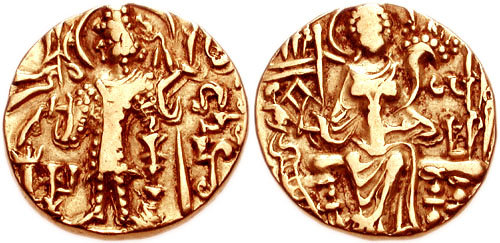
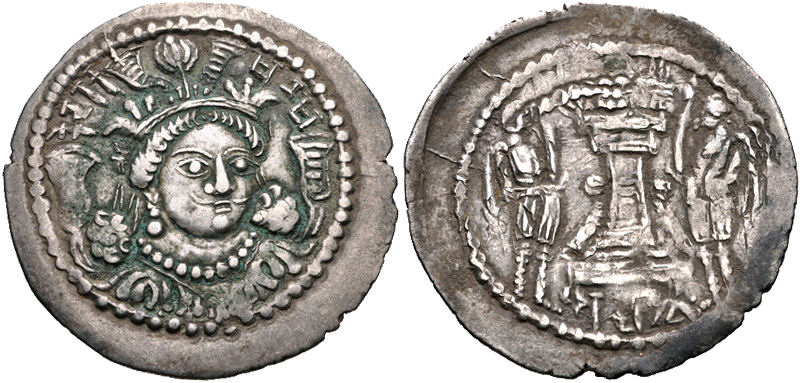
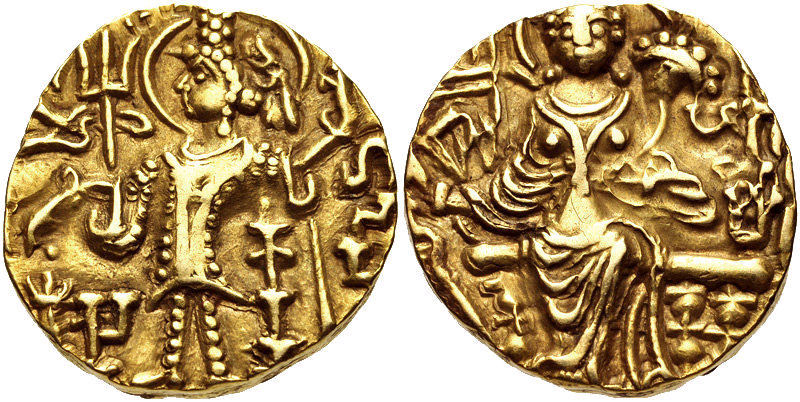
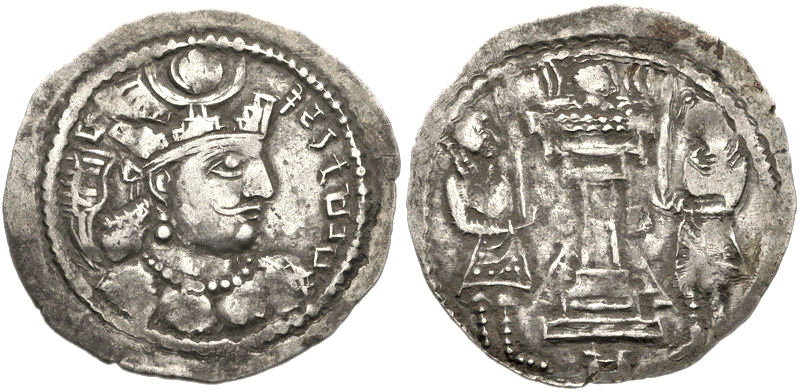
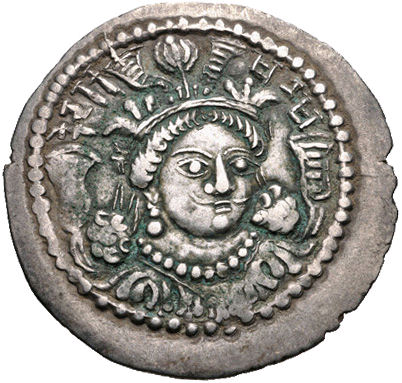
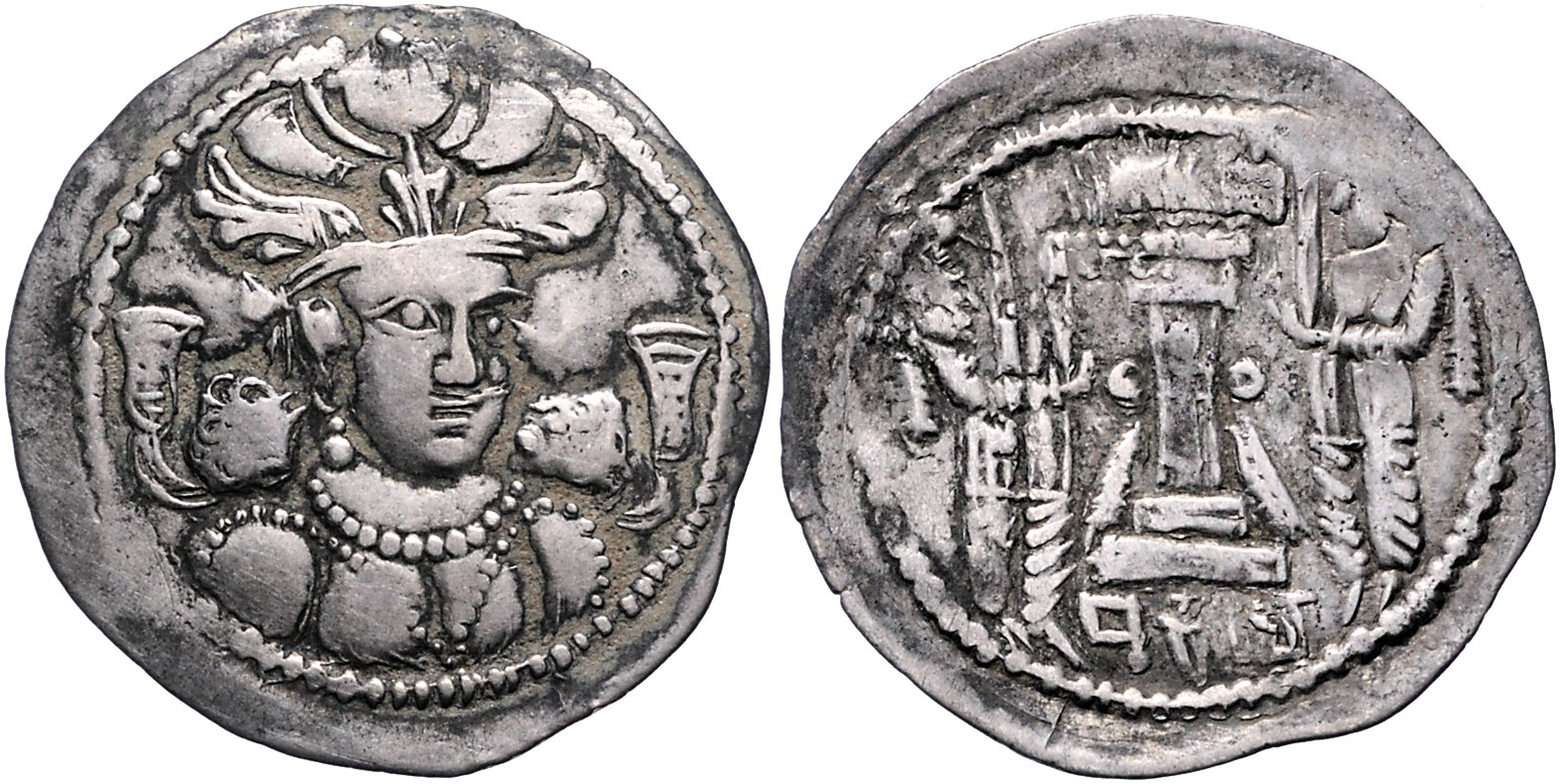
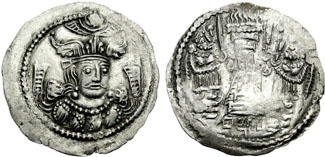
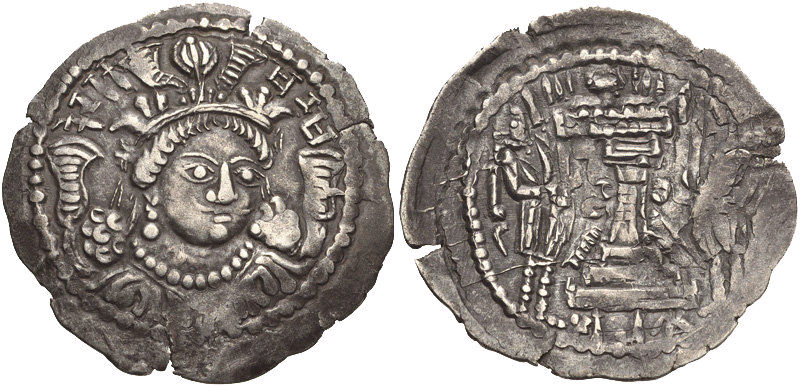
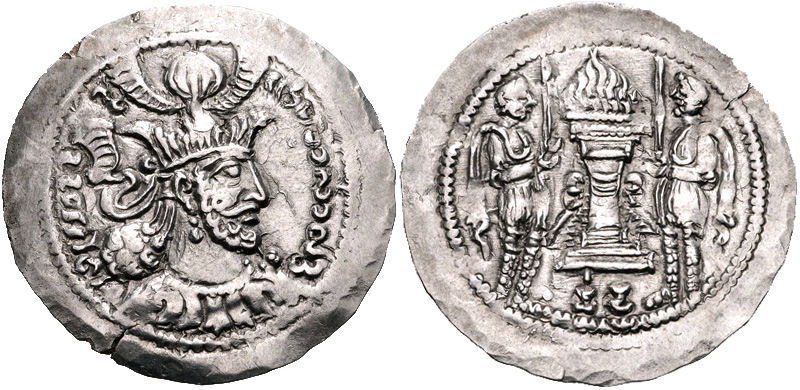
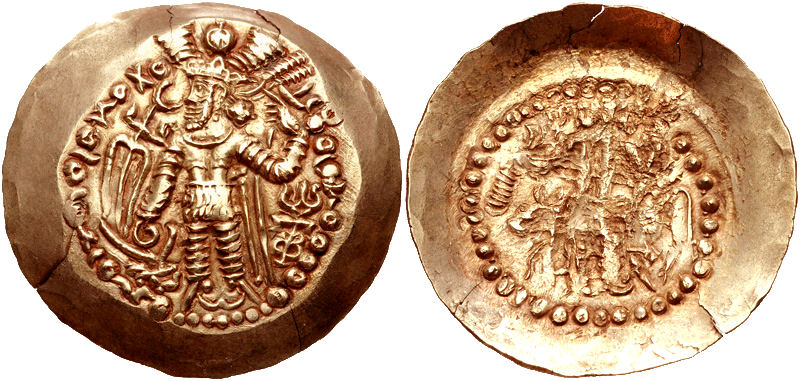
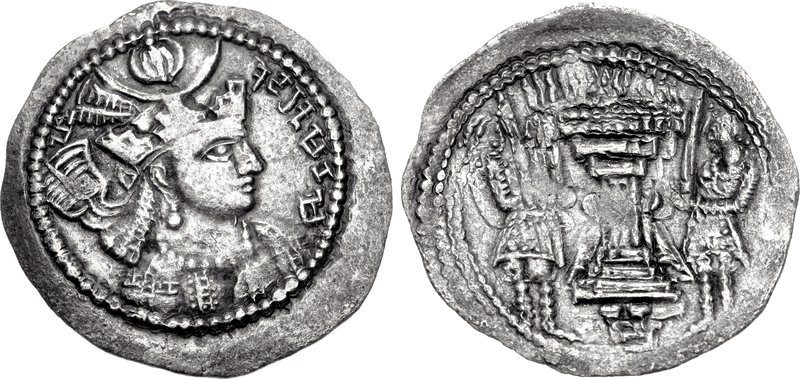
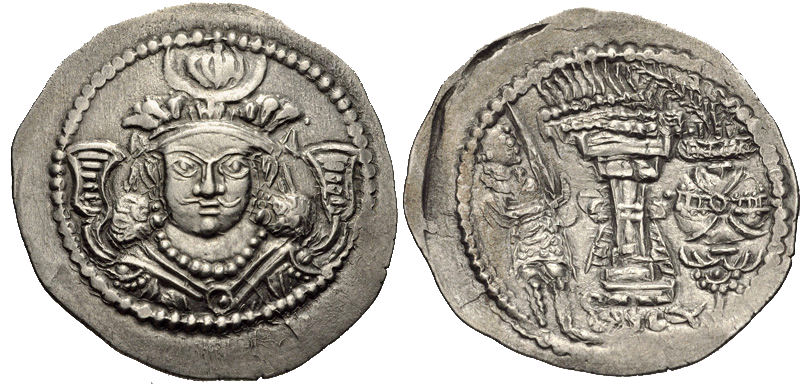
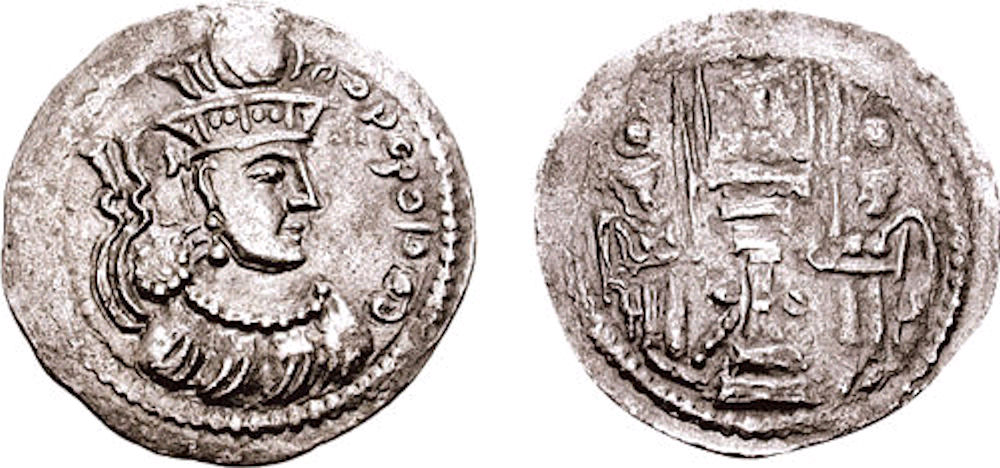
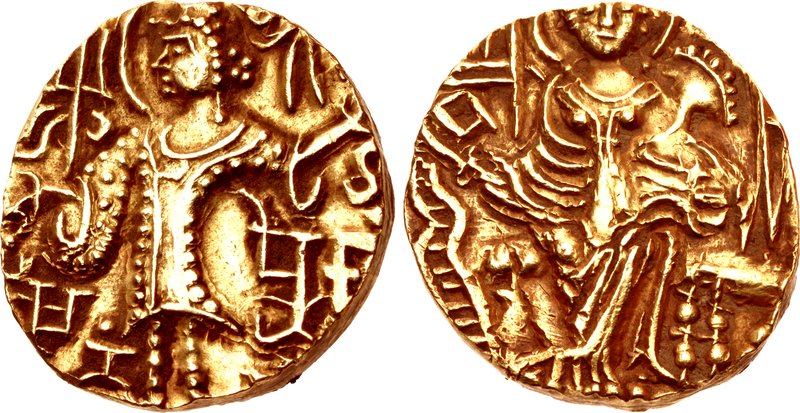
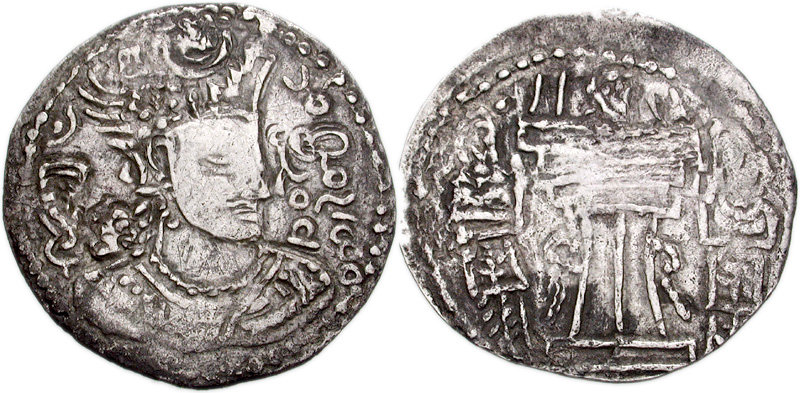
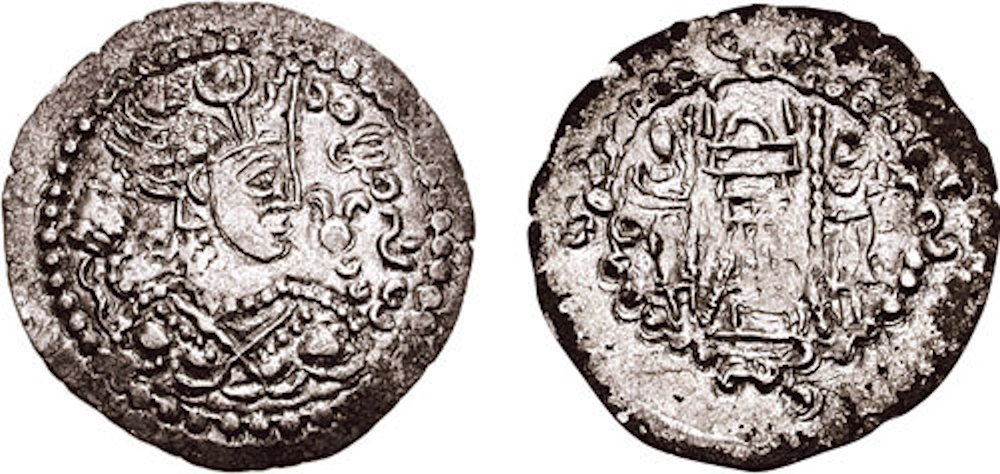
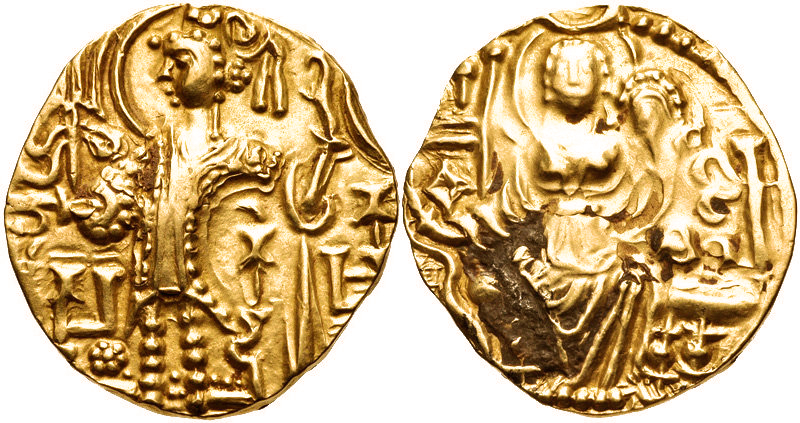
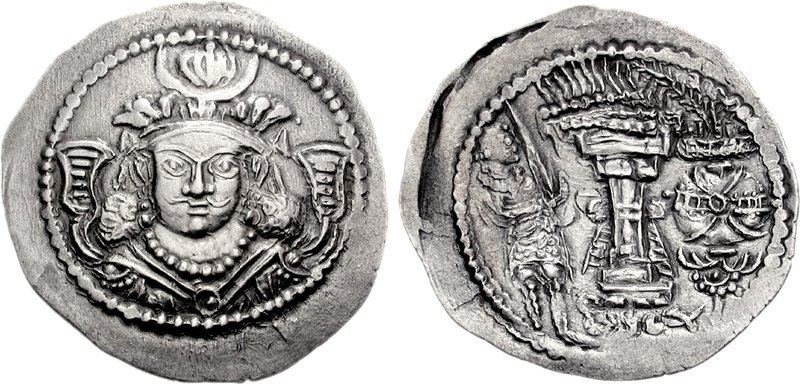
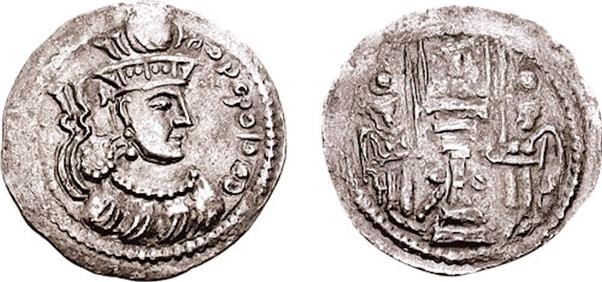
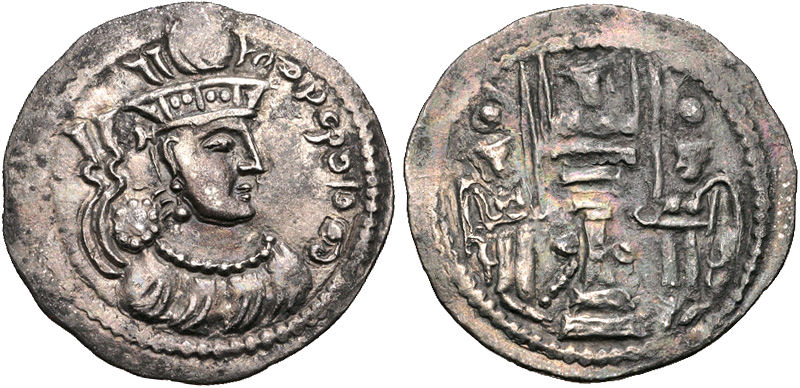
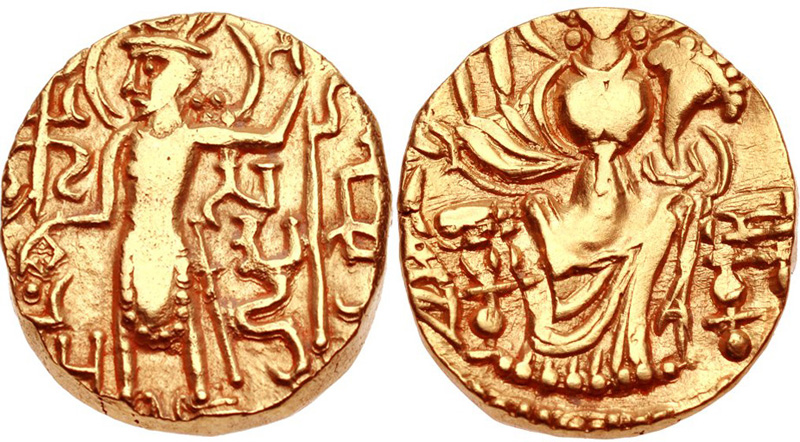
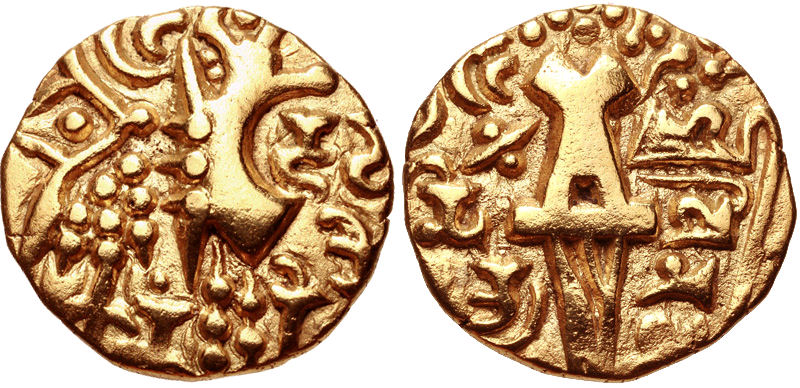